# Aphelidesmus junki
Aphelidesmus junki är en mångfotingart som beskrevs av Golovatch, Hoffman och Spelda 2004. Aphelidesmus junki ingår i släktet Aphelidesmus och familjen Aphelidesmidae. Inga underarter finns listade i Catalogue of Life.